# 蒼く 優しく
『蒼く 優しく』（あおく やさしく）は、コブクロの15枚目のシングル。2007年11月7日発売。発売元はワーナーミュージック・ジャパン。

## 解説
前作『蕾』から約7か月での発売となったシングル。
反町隆史主演の日本テレビ系土曜ドラマ『ドリーム☆アゲイン』の主題歌。コブクロのドラマ主題歌として6曲目になり、2005年の「ここにしか咲かない花」から本シングルまで5作連続でドラマ主題歌でのシングルとなる。ちなみにこの5作のうち4作は、業務提携を結んでいる研音所属の俳優・女優の主演作である。
カップリングには、2007年夏に行われたライブツアー「KOBUKURO LIVE TOUR '07 “蕾”」で披露された新曲「君色」と、インディーズ時代からの楽曲「赤い糸」の同ライブのライブ音源を収録している。
初回限定盤には、シングルでは前作に続き2作連続でDVDが付属する（内容は「君という名の翼」、「蕾」、「WINDING ROAD」（絢香×コブクロ）のPV、「蒼く 優しく」のレコーディング・メイキング映像を収録）。
発売から約1年が経った2008年11月から、JALのCM「あの人が、動くとき。」のCMソングとして使用されている。また2009年1月からテレビ岩手開局40周年CMのCMソングとしても使用されている。
「君色」の2番サビ部分の歌詞は“いつの日か you are mine　この腕でいっそ hold you tight”が正しいが、初回生産分（限定・通常共通）では“いつの日か you are mine　この腕で いっそ hold your tight”となっている。後に生産されたものは訂正済みである。
柳田理科雄の著書『空想科学読本6』でこの曲の歌詞に登場する「ため息で錆ついたこの鍵で」は実際にありえるのか、というテーマが取り上げられている。
「蒼く 優しく」のみドラムを山木秀夫が担当している。ストリングスは金原千恵子ストリングスが担当、ストリングス・アレンジは以前コブクロのプロデュースをしていた笹路正徳である。

## 収録曲
全曲作詞・作曲：小渕健太郎、編曲:コブクロ
1. 蒼く 優しく
  - 日本テレビ系土曜ドラマ『ドリーム☆アゲイン』主題歌。
2. 君色
3. 赤い糸 ～Live at 大阪城ホール 2007.07.05～
4. 蒼く 優しく (Instrumental)
5. 君色 (Instrumental)

## 楽曲の収録アルバム
- 5296（#1,#2）
- ALL SINGLES BEST 2（#1）
- ALL TIME BEST 1998-2018（#1）